# Daniel Ngom Kome
Daniel Armand N'Gom Kome (Bangou, 1980. május 19. –) kameruni válogatott labdarúgó.

## Sikerei, díjai

### Klub
- Real Valladolid
  - Spanyol másodosztály bajnok: 2006-07

### Válogatott
- Kamerun
  - Olimpia: 2000
  - Afrikai nemzetek kupája: 2002